# Graţian Sepi
Graţian Sepi (30 de dezembro de 1910 - data de morte desconhecida) foi um futebolista romeno que competiu na Copa do Mundo FIFA de 1934.